# Renault (бронеавтомобіль)
Панцирник Renault був збудований компанією Renault для війська Франції згідно з вимогами до панцирних автомашин військового міністерства, сформульованих наприкінці 1915 року. Паралельно свої панцирники розробила компанія Peugeot.

Панцирник Renault ранньої модифікації. 1915

Панцирник збирали на шасі автомашини Renault Type AG-1, на якій будували відомі таксі, що відіграли значну роль у битві на Марні (Марнське таксі). На задній осі автомашин встановили здвоєні колеса, 4-6 мм панцирні листи відкритого корпусу, 8 мм кулемет Hotchkiss мод.1914. Після випробувань було замовлено 120 панцирників AM Renault 20CV model E 1 і 150 панцирників Peugeot Modell AM 18CV. Для термінового виготовлення перших 20 панцирників у листопаді 1915 використали декілька санітарних автомашин, які мали б відправити на фронт. У автомашинах Renault радіатор розміщували позаду мотору і через суцільні панцирні листи вздовж моторного відсіку вода у них швидко закипала. Тому у новій модифікації панцирника позаду капоту навколо радіатора встановили жалюзі та збільшили панцирний захист до 8 мм. Виготовлення панцирників завершили до весни 1915, коли війна перейшла у позиційну стадію. Нагальна потреба у панцирниках відпала через неможливість подолання ними ліній загороджень. Їх переважно використовували для патрулювання за лінією фронту.
40 панцирників першої модифікації у квітні 1915 року продали до Росії, військо якої відступало під натиском німецько-австрійських військ. Згодом частину панцирників використали при будівництві 12 панцирників на Іжорському заводі за проектом штабс-капітана В. Мгеброва (панцирник Мгебров-Рено). Вони отримали закритий корпус з поворотною кулеметною баштою. Після революції панцирники використовувались арміями РСЧА, Добровольчою, УНР (1-2 панцирника)
Після завершення війни панцирники французької армії капітально відремонтували і переправили до Марокко, де вони використовувались військом до середии 1920-х років.

## Джерело
- Коломиец М. В. Броня русской армии. Бронеавтомобили и бронепоезда в Первой мировой войне. — М.: Яуза, 2008 — ISBN 978-5-699-27455-0 (рос.)